# جوردن ديفيس (شاعر)
جوردن ديفيس (بالإنجليزية: Jordan Davis)‏ هو شاعر أمريكي، ولد في 1970.